# Roy (Washington)
Roy es una ciudad ubicada en el condado de Pierce en el estado estadounidense de Washington. En el año 2000 tenía una población de 695 habitantes y una densidad poblacional de 384,3 personas por km².

## Geografía
Roy se encuentra ubicada en las coordenadas 47°0′12″N 122°32′39″O / 47.00333, -122.54417.

## Demografía
Según la Oficina del Censo en 2000 los ingresos medios por hogar en la localidad eran de $32.727, y los ingresos medios por familia eran $34.643. Los hombres tenían unos ingresos medios de $31.964 frente a los $21.477 para las mujeres. La renta per cápita para la localidad era de $14.527. Alrededor del 10,8% de la población estaban por debajo del umbral de pobreza.